# Normfrequentie
De normfrequentie is de voor een bepaalde dijkring geldende overschrijdingsfrequentie van de stormvloedstand en dient als uitgangspunt bij het ontwerp en het onderhoud van waterkeringen en de kunstwerken daarin.
Als voorbeeld een wettelijk gestelde norm voor veel gebieden in Nederland: een normfrequentie van 1/2000 houdt in dat de betreffende kering in staat moet zijn om stand te houden tegenover een waterstand die een kans van voorkomen heeft van 1/2000e per jaar. Eenvoudig gezegd: een waterstand die gemiddeld eens per 2000 jaar voorkomt als de omstandigheden niet wijzigen.